# Albert C. Baugh
Albert Croll Baugh (26. Februar 1891 – 21. März 1981) war Professor für englische Sprache an der University of Pennsylvania.

## Leben
Baugh wurde in Philadelphia geboren, an der dortigen University of Pennsylvania erwarb er einen MA und einen PhD. Er arbeitete an dieser Universität fast fünfzig Jahre, von 1912 bis 1961. Baugh starb 1981 in der Universitätsklinik seiner Heimatstadt im Alter von 90 Jahren. Ein Nachruf in der The New York Times würdigte seine Arbeiten zur Mediävistik ebenso wie seine sprachwissenschaftlichen Leistungen. Seit 1946 war er gewähltes Mitglied der American Philosophical Society.

## Werk
Baugh ist bekannt für sein Lehrbuch A History of the English Language. Das Buch wurde erstmals 1935 veröffentlicht und schon bald als beispielhaft gelobt. Er überarbeitete das Werk für eine zweite Auflage im Jahr 1957, es ist seither weiter in Druck. 1978 besorgte Thomas Cable eine dritte Auflage.

## Ausgewählte Veröffentlichungen
- A Literary History Of England (Appleton-Century-Crofts, 1948), Herausgeberschaft. Baugh schrieb den zweiten von vier Teilen, „The Middle English Period, 1100 – 1500“.[5]
- A History of the English Language. D. Appleton-Century Company, 1935. Sechs Auflagen bis 2013, die letzten vier von Baugh and Thomas Cable.